# Pavlovići (kanton środkowobośniacki)
Pavlovići – wieś w Bośni i Hercegowinie, w Federacji Bośni i Hercegowiny, w kantonie środkowobośniackim, w gminie Dobretići. W 2013 roku liczyła 89 mieszkańców, z czego większość stanowili Chorwaci.